# Municipio Huixtán
Koordinaten: 16° 43′ N, 92° 27′ W
Huixtán ist ein Municipio im Zentrum des mexikanischen Bundesstaats Chiapas. Das Municipio hat etwa 21.500 Einwohner und eine Fläche von 311,8 km². Verwaltungssitz und größter Ort des Municipios ist das gleichnamige Huixtán.
Der Name der Gemeinde kommt aus dem Nahuatl und bedeutet „Platz, an dem es viele Dornen gibt“.

## Geographie
Das Municipio Huixtán liegt im Norden des mexikanischen Bundesstaats Chiapas auf Höhen zwischen 1500 m und 2700 m. Es zählt zur Gänze zur physiographischen Provinz der Sierra Madre de Chiapas und liegt vollständig in der hydrologischen Region Grijalva-Usumacinta. Die Geologie des Municipios wird zu 50 % von schluffigem Sandstein bestimmt bei 44 % Kalkstein und 6 % Sandstein-Lutit, vorherrschende Bodentypen sind der Luvisol (62 %), Alisol (18 %) und Leptosol (11 %). Etwa 70 % der Gemeindefläche dienen dem Ackerbau, 26 % sind bewaldet.
Das Municipio Huixtán grenzt an die Municipios Tenejapa, Oxchuc, Chanal, San Cristóbal de las Casas und Teopisca.

## Bevölkerung
Beim Zensus 2010 wurden im Municipio 21.507 Menschen in 3.944 Wohneinheiten gezählt. Davon wurden 18.611 Personen als Sprecher einer indigenen Sprache registriert, darunter 11.131 Sprecher des Tzotzil und 6.337 Sprecher des Tzeltal. Gut 27 Prozent der Bevölkerung waren Analphabeten. 6.751 Einwohner wurden als Erwerbspersonen registriert, wovon gut 76 % Männer bzw. 1,2 % arbeitslos waren. Gut 60 % der Bevölkerung lebten in extremer Armut.

## Orte
Das Municipio Huixtán umfasst 61 bewohnte localidades, von denen nur der Hauptort vom INEGI als urban klassifiziert ist. Vier Orte wiesen beim Zensus 2010 eine Einwohnerzahl von über 1000 auf, 18 Orte hatten weniger als 100 Einwohner. Die größten Orte sind:
| Ort                       | Einwohner |
| Huixtán                   | 1716      |
| Los Pozos                 | 1436      |
| Lázaro Cárdenas (Chilil)  | 1177      |
| Carmen Yalchuch           | 1124      |
| San Pedro Pedernal        | 0942      |
| San Andrés Puerto Rico    | 0925      |
| San Gregorio de las Casas | 0920      |